# プロンスク公国

プロンスク公国
Пронское княжество

プロンスク公国（ロシア語: Пронское княжество）は12世紀 - 14世紀のルーシの分領公国である。初めムーロム公国に、後にリャザン公国に属した。首都はプロンスクにあった。

## 歴史
初代のプロンスク公はムーロム公ヤロスラフの子・ロスチスラフ（プロンスク公在位：1129年 - 1143年）だった。初めはプロンスクはムーロム公国領であったが、リャザン公ウラジーミルの子孫がプロンスクに根を降ろし、リャザン公グレプに従属するようになった。しかしグレプの死後、1180年には、グレプの子のロマン(ru)はウラジーミル大公フセヴォロドの圧力によって、弟たちへのプロンスクの割譲を余儀なくされた。
1217年、上記のグレプの孫のグレプはイサドィ諸公会議を開催し、プロンスク公国を含むリャザン公国領を手中に収めようと画策したが、試みは失敗し、リャザンとプロンスクの公位にはグレプのおじで政敵関係にあったイーゴリの子たちに継承された。
1237年、モンゴルのルーシ侵攻（ヴォロネジ川の戦い、リャザン包囲戦）によってリャザンの公たちの多くは死亡し、プロンスク公国も破壊された。しかし1270年より、ヤロスラフの治世下において、プロンスクは再び公国の首都となった。
1339年、リャザン公イヴァン(ru)はジョチ・ウルスから独立し、大公（ヴェリーキー・クニャージ）としての特権を得ると、プロンスク公アレクサンドルを殺害した。その一方で、アレクサンドルの孫のウラジーミル(ru)の治世期には、プロンスクの公もまた大公の称号を帯びるようになり、ウラジーミルとその子のイヴァン(ru)は一時的にリャザン公位をも有した。また、プロンスク公国軍は1365年のシシェヴスク森の会戦(ru)、1378年のヴォジャ川の戦い(ru)において、他のルーシ諸公国と連合してジョチ・ウルス軍と戦い、勝利している。
1430年、モスクワ大公国においてゾフィー（ソフィア）(ru)が摂政となっていた時期に、プロンスク公イヴァン(ru)はリトアニア大公ヴィータウタス（ヴィトフト）を呼び寄せている。
1453年から1483年の間に、プロンスク公国はリャザン公国に併合された。また、16世紀の年代記には、プロンスク公はモスクワ大公に仕える公として言及されている。